# Cardita ventricosa
Cardita ventricosa är en musselart. Cardita ventricosa ingår i släktet Cardita och familjen Carditidae. Inga underarter finns listade i Catalogue of Life.